# Evika Siliņa
Evika Siliņa (Riga, 1975. augusztus 3. –) lett jogász és politikus. 2023-tól Lettország miniszterelnöke.

## Élete
1993 és 1997 között jogot tanult a Lett Tudományegyetemen. 2003-tól 2012-ig ügyvédként dolgozott a kereskedelmi jog területén. 2013 és 2019 között a belügyminisztérium államtitkára, majd  2022-ig Krišjānis Kariņš miniszterelnök államtitkára volt.
Az Egység párt tagja. 2022 és 2023 között népjóléti miniszterként dolgozott Arturs Krišjānis Kariņš második kormányában. 2023. szeptember 15. óta Lettország miniszterelnöke.
Siliņa házas, három gyermeke van.